# Inocencia Arangoa
Inocencia Arangoa Figueroa (Alza, Guipúzcoa; 3 de julio de 1884 - Madrid, 10 de diciembre de 1972) fue una pintora española.
Hija de Vicente Arangoa Machiandiarena y Elisa Figueroa Villar, era la tercera de 12 hermanos. Estaba casada con el arquitecto y pintor madrileño Emilio García Martínez. Inició sus estudios artísticos con el maestro Alejandrino Irureta, pasando después a la Escuela Superior de Pinturas, Esculturas y Grabados. Concurrió a las Exposiciones Nacionales de Bellas Artes de Madrid, en 1901 y 1930. Residió durante algunos años en Oviedo, más tarde se trasladó a Madrid donde se estableció, trabajando en el grabado. Sus obras más destacadas son: La Victoria de Samotracia, El día, El niño de la espina y El valle de Nadón.

## Biografía
De niña, participó en los Juegos Florales Euskaros de 1891 siendo premiada en los ejercicios de lectura entre menores de 15 años. Se formó con el pintor Alejandrino Irureta y cursó sus estudios en la Escuela Especial de Pintura, Escultura y Grabado de Madrid, ciudad en la que se estableció. Fue discípula de Francisco Pradilla y trabajó la técnica del grabado. En el curso 1899-1900 obtuvo una medalla por la disciplina de teoría e historia, y en 1901 según Diario del Comercio se presentó a las oposiciones para la plaza de artista pensionado en Roma, que había quedado vacante por el fallecimiento del joven pintor José Alea y Rodríguez. El tema de las oposiciones dio lugar al debate mediático en esas época. Se intentó vetar a Inocencia de las oposiciones alegando su condición de mujer.  Sabemos por las editoriales de los periódicos que esto ocurrió sobre mayo de 1901. En dicha polémica, tuvo la ayuda del pintor y periodista José Parada y Santín quién impulsó de la campaña a favor de la pintora por medio de un artículo en el diario El Liberal de Madrid. Otro diario, La Unión Vascongada mostró su desacuerdo con el veto a Inocencia Arangoa. Reprodujo un artículo en defensa del derecho de la pintora a presentarse a la oposición frente a los que querían impedirlo, dice:

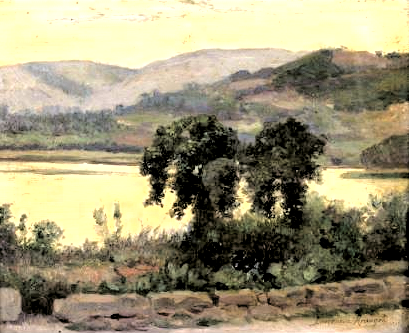
Inocencia Arangoa. Paisaje. Óleo sobre cartón. 30X35 cm

“(…) La señorita Inocencia Arangoa tiene condiciones para llegar alguna vez a colocar su nombre entre los de los pintores que gozan justa fama; ¿pues por qué ha de negársele el apoyo que a otros se concede? ¿Por qué no se le han de dar facilidades para que la inspiración y su talento se muestren? Porque es una mujer. El genio no tiene sexo, y el arte es como el amor; debe recogerse donde se encuentra, sin pedirle la cédula personal ni meterse en averiguaciones (…)”
Finalmente, Arangoa fue admitida siendo la única artista que llegó a realizar las pruebas en el siglo XX, ya que de esa convocatoria no se repitió en años posteriores. El diario El Cantábrico lo califica como un triunfo feminista. Después de ello Inocencia Arangoa, junto con otras diez mujeres, firmaron una carta al director para el diario El Liberal de Madrid bajo el título “La mujer y el arte” mostrando su alegría por haber sido admitida a las oposiciones y agradeciendo al profesor José Parada y Santín.Con todas las limitaciones, Inocencia Arangoa desarrolló su trayectoria artística. Participó en las Exposiciones Nacionales de Bellas Artes en 1901 y 1930. Vivió algunos años en Oviedo (1909-1917) y en Segovia (1918-1923), para a continuación trasladarse definitivamente a Madrid. En su estancia en Oviedo, Inocencia Arangoa participó en 1916 junto con su marido en una exposición colectiva.

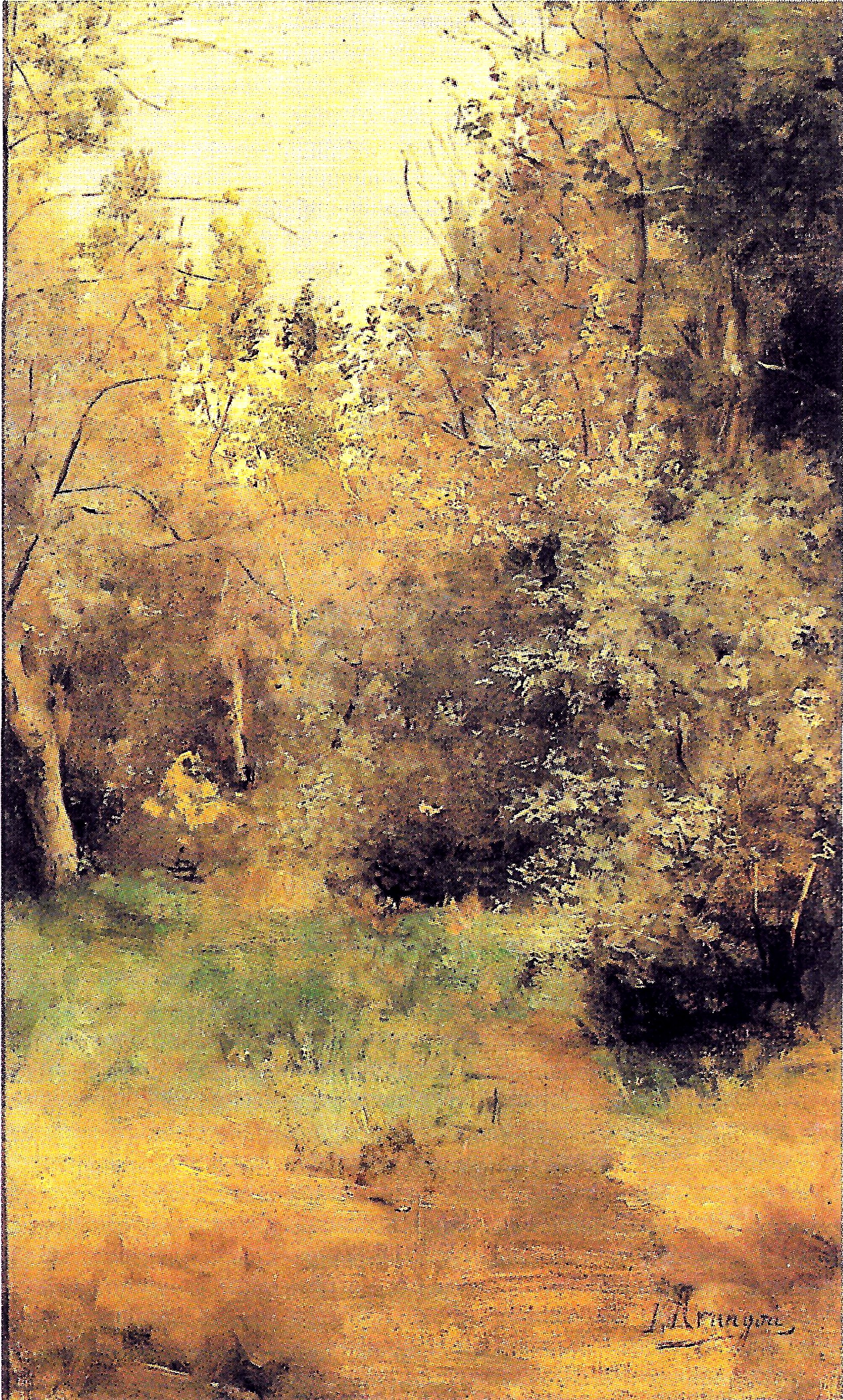
Inocencia Arangoa. En la Real Casa de Campo, 1900. Óleo sobre lienzo. 52 x 33

## Obras
Inocencia Arangoa no solo tuvo problemas al enfrentarse a unas oposiciones por ser mujer, sino que también las mujeres tenían vetado el estudio de la anatomía limitándolas en su formación y trabajo a pintura de animales, flores, etc., Esto influyo claramente en la producción artística de Inocencia Arangoa y otras muchas mujeres. A esto se le añade la dependencia obligada del padre o del marido para poder viajar. En el caso de Inocencia a Roma o París. 
Entre los trabajos más señalados de la artista, la Enciclopedia Auñamendi menciona cuatro: “La Victoria de Samotracia”; “El día”; “El niño de la espina” y “El valle de Nadón”. Otros trabajos, según las actas del Museo San Telmo, el Ayuntamiento donostiarra donó al museo en 1901 y 1903 los trabajos realizados por Inocencia Arangoa como pensionada del Ayuntamiento de Madrid. Cuatro obras que son copias "Las Hilanderas”, “Cabeza de personaje desconocido”, y “Retrato de Felipe IV”, de Velázquez, “Caballero de Toledo”, de El Greco; y “Paisaje”, por Santiago Regidor.
También en la misma acta se nombra otra obra suya denominada “Paisaje”, Pintado en 1900, al óleo, con unas dimensiones de 52 x 33 cm, según las actas de Museo de San Telmo, el cuadro no está terminado del todo.  Entre uno de los más famoso lienzos que formó parte de la exposición “Curiosidades y tesoros del Museo San Telmo” (1997) se encuentra otro paisaje de campo, con el título “En la Real Casa de Campo” En el catálogo de dicha exposición muestra a Inocencia como un artista sólida y cercana al realismo. “…totalmente centrado en el estudio de la vegetación, nos la muestra como una artista sólida, más cercana al realismo que al impresionismo finisecular” .